# Eric Beißwenger
Eric Beißwenger (ur. 26 lipca 1972 w Mannheim) – niemiecki polityk i ekonomista, działacz Unii Chrześcijańsko-Społecznej (CSU), deputowany do Landtagu Bawarii, minister w rządzie Bawarii.

## Życiorys
W 1992 r. zdał egzamin maturalny. W latach 1993–1995 odbył szkolenie zawodowe jako bankowiec, a następnie w latach 1995–1999 studiował zarządzanie. W latach 2003–2004 ukończył dodatkowe szkolenie zawodowe w zakresie rolnictwa. Od 1997 do 2022 r. prowadził działalność jako rolnik ekologiczny.
W latach 2008–2014 oraz ponownie w latach 2018–2020 zasiadał w radzie gminy Bad Hindelang. Od 2011 do 2019 r. był przewodniczącym lokalnych struktur CSU w Bad Hindelang. W 2013 r. uzyskał mandat deputowanego do Landtagu Bawarii. W 2014 r. wszedł do rady powiatu Oberallgäu, a w 2017 został przewodniczącym struktur CSU w tym powiecie.
Od 8 listopada 2023 sprawuje urząd bawarskiego ministra ds. europejskich i spraw międzynarodowych. Od 21 listopada 2023 jest zastępczym członkiem Bundesratu.